# Epónimo
Epónimo (português europeu) ou epônimo (português brasileiro) (do grego antigo επώνυμους, translit. epónymos, composto de επἰ, translit. epí, 'sobre' + ὀνυμα, translit. ónyma, 'nome') refere-se a uma personalidade histórica ou mítica que dá seu nome a alguma coisa, um lugar, época, tribo, dinastia, etc. Como herói epónimo designa-se o fundador, real ou mítico, de uma cidade, família, dinastia, etc.
Por exemplo, o estado brasileiro de São Paulo e sua capital homônima receberam o nome do apóstolo e escritor cristão primitivo Paulo de Tarso, o qual passou a ser referido como São Paulo após sua canonização. De um modo similar, a cidade russa de São Petersburgo foi nomeada fazendo referência ao papa São Pedro, e também ao seu fundador, o czar Pedro, o Grande.

## Epônimos famosos

### Lugares
- Alexandre, o Grande - rei da Macedônia: Alexandria (Egito).
- Américo Vespucio - navegante italiano: América.
- Atena - deusa grega: Atenas (Grécia).
- Cândido Rondon - militar e sertanista brasileiro: Rondonópolis (Mato Grosso), Marechal Cândido Rondon (Paraná), estado de Rondônia (Brasil).
- Cristóvão Colombo - navegante e conquistador italiano: Colômbia.
- Felipe II da Espanha - rei da Espanha: Filipinas.
- Fernão de Magalhães - navegador e explorador português: Estrela de Magalhães, Estreito de Magalhães (América do Sul).
- Floriano Peixoto - militar e político brasileiro: Florianópolis (Brasil).
- George Washington - presidente norte-americano: Washington, DC e estado de Washington, Estados Unidos.
- Magnus von Behm - governador da província russa de Kamchatka: Canal de Behm (Estados Unidos).
- Mswati II - Rei de Essuatíni.
- Pedro II do Brasil - imperador brasileiro: Petrolina (Pernambuco) e Petrópolis (Rio de Janeiro, Brasil).
- Rómulo - pela tradição, o fundador de Roma, sede do Império Romano e hoje capital da Itália.
- Simón Bolivar - político e militar venezuelano: Bolívia.
- Karl Marx - visão de mundo: Marxismo

### Outros
- Fernando Flávio Marques de Almeida - geólogo brasileiro - almeidaíta.
- Manuel Dias de Abreu - médico brasileiro - abreugrafia.
- al-Khwarizmi - matemático, geógrafo e astrónomo persa - algarismo e algoritmo.
- Alois Alzheimer – médico alemão - doença de Alzheimer.
- José Bonifácio de Andrada e Silva - mineralogista luso-brasileiro - andradita.
- Aquiles - guerreiro mitológico grego - tendão de Aquiles, calcanhar de Aquiles.
- Leo Baekeland - inventor belga - baquelite.
- Honoré de Balzac - escritor francês - mulher balzaquiana, aquela que se encontra na casa dos 30 anos de idade.
- Olof Bromelius - médico e cientista botânico sueco - bromélia, gênero da família de plantas Bromeliaceae.
- Charles Cunningham Boycott - administrador irlandês - boicote.
- Louis Braille - pedagogo e inventor - braile.
- Nicolas Chauvin - soldado francês - chauvinismo / chovinismo.
- Marco Túlio Cícero - filósofo e orador romano - cicerone.
- São Cirilo - filósofo e teólogo - alfabeto cirílico.
- Jesus Cristo - cristianismo.
- Osvaldo Cruz - epidemiologista brasileiro - Trypanosoma cruzi.
- Louis Daguerre - químico daguerreótipo.
- René Descartes - matemático e filósofo francês - plano cartesiano.
- Rudolf Diesel - engenheiro alemão - motor diesel, óleo diesel.
- John Down - médico britânico - síndrome de Down.
- Theodor Escherich - médico e bacteriologista alemão - Escherichia coli.
- Luigi Galvani - físico italiano - célula galvânica, galvanômetro e galvanização.
- Alexander Garden - botânico britânico - Gardênia.
- Carl Friedrich Gauss - matemático e físico alemão - gaussiana.
- Elbridge Gerry - político americano - gerrymandering.
- Joseph-Ignace Guillotin - médico francês - guilhotina.
- Gerhard Armauer Hansen - médico norueguês - hanseníase.
- Mikhail Kalashnikov - projetista - Kalashnikov.
- Lázaro - personagem bíblico - lazarento.
- Charles Lynch - juiz estado-unidense - linchamento.
- Maniqueu - filósofo - maniqueísmo.
- Cristiano Machado - político brasileiro - cristianização.
- Nicolau Maquiavel - historiador italiano - maquiavélico.
- Leopold von Sacher-Masoch - escritor - masoquismo.
- Caio Cílnio Mecenas - filantropo romano - mecenas.
- Samuel Finley Breese Morse - inventor - código Morse.
- Viatcheslav Molotov - político soviético - coquetel molotov.
- Jean Nicot - diplomata francês - nicotina.
- Orfeu - personagem mitológica grega - orfeão.
- Pantagruel - personagem de Rabelais - pantagruélico.
- Louis Pasteur - químico e biólogo - pasteurização.
- Geoffrey Pyke - pykrete.
- Donatien Alphonse François de Sade - escritor - sadismo.
- John Montagu, 4.º Conde de Sandwich - conde - sanduíche.
- Adolphe Sax - músico - saxofone.
- Étienne de Silhouette - político - silhueta.
- Josef Wronski - matemático polonês - wronskiano.
- Ferdinand von Zeppelin - inventor alemão – zepelim.
- Louis-Eugène Cavaignac - General e político francês - cavanhaque.